# SN 2008bb
SN 2008bb – supernowa typu II odkryta 3 marca 2008 roku w galaktyce A075519+2039. W momencie odkrycia miała maksymalną jasność 19,20m.